# Sœurs missionnaires filles du Cœur de Marie
Les Sœurs missionnaires filles du Cœur de Marie (en latin : Missionariæ Filiæ Cordis Mariæ) est une congrégation religieuse féminine hospitalière et enseignante de droit pontifical. 

## Histoire
Les origines de la congrégation remontent aux sœurs de la Charité de Cervera fondées en 1805 ; cette communauté est incorporée en 1880 dans la congrégation des sœurs de la Sainte Famille d'Urgell fondée par Anne Marie Janer i Anglarill, ancienne supérieure de la communauté de Cervera. 
En 1884, les sœurs de Cervera élisent Marie Güell i Puig comme supérieure ; sous sa direction, l'union des communautés de Cervera et d'Urgell est dissoute. Mère Güell étend l'apostolat de ses sœurs au soin à domicile pour les malades et travaille pour transformer la communauté en congrégation religieuse. Les Clarétains de Cervera rédigent de nouvelles constitutions, approuvées par l'évêque de Solsona le 14 septembre 1899.
En 1908, Marie Güell adopte pour l'institut le titre de sœurs de la charité du Cœur Immaculé de Marie ; le nom actuel est choisie lors du chapitre de 1969. L'institut reçoit le décret de louange le 4 mai 1957 et ses constitutions sont définitivement approuvées le 11 juin 1966.

## Activités et diffusion
Les sœurs se consacrent principalement au soin des malades dans les hôpitaux, les cliniques et à domicile, mais aussi à l'enseignement.
Elles sont présentes en:
- Europe : Espagne, Italie, Portugal.
- Amérique : Brésil, Pérou.

La maison-mère est à Cervera.
En 2017, la congrégation comptait 183 sœurs dans 26 maisons.